# Vallée d'Ahsabkab
Ahsabkab Vallis
La vallée d'Ahsabkab (désignation internationale : Ahsabkab Vallis) est une vallée située sur Vénus dans le quadrangle d'Ix Chel Chasma. Elle a été nommée en référence au nom maya de Vénus le matin.